# JUJU (가수)
주주 (Juju, 1974년 2월 14일 -)는 일본의 재즈 가수이다. 히로시마현 쇼바라시에서 태어났으며, 레이블은 소니 뮤직이다.

## 음반 목록

### 싱글
- 2010년 〈Hello, Again (무카시카라 아루 바쇼)〉

### 정규 음반
- 2007년 《Wonderful Life》
- 2009년 《What's Love?》
- 2010년 《Juju》
- 2011년 《You》

### 커버 음반
- 2010년 《Request》
- 2011년 《Delicious》
- 2013년 《DELICIOUS JUJU's JAZZ 2nd Dish》
- 2014년 《Request II》
- 2016년 《スナックJUJU ～夜のRequest～》
- 2018년 《DELICIOUS JUJU's JAZZ 3rd Dish》